# EN 60601-2-47
Die EN 60601-2-47 mit dem Titel „Medizinische elektrische Geräte – Teil 2-47: Besondere Festlegungen für die Sicherheit einschließlich der wesentlichen Leistungsmerkmale von ambulanten elektrokardiographischen Systemen“ ist Teil der Normenreihe EN 60601.
Herausgeber der DIN-Norm DIN EN 60601-2-47 ist das Deutsche Institut für Normung.
Die Norm basiert auf der internationalen Fassung IEC 60601-2-47. Im Rahmen des VDE-Normenwerks ist die Norm als VDE 0750-2-47 klassifiziert, siehe DIN-VDE-Normen Teil 7.
Diese Ergänzungsnorm regelt allgemeine Festlegungen für die Sicherheit, Prüfungen und Richtlinien für ambulante elektrokardiographische Systeme.

## Gültigkeit
Die deutsche Ausgabe 11.2002 ist ab ihrem Erscheinungsdatum als Deutsche Norm angenommen.
- Im Januar 2008 wurde ein neuer Entwurf veröffentlicht.
- Die aktuelle Fassung (11.2002) ist korrespondierend mit der 2. Ausgabe der DIN EN 60601-1 anzuwenden.
- Der Entwurf 1.2008 ist korrespondierend zur 3. Ausgabe der DIN EN 60601-1 anzuwenden.

## Anwendungsbereich
Diese besonderen Festlegungen definieren besondere Sicherheitsanforderungen für ambulante elektrokardiographische Systeme.
Innerhalb des Anwendungsbereiches dieser Norm sind Systeme der folgenden Bauart:
- Systeme, die eine kontinuierliche Aufzeichnung oder kontinuierliche Analyse des EKG ermöglichen und deren nachträgliche Analyse zu den gleichen Ergebnissen führt. Diese Systeme können das EKG zuerst aufzeichnen und speichern und zu einem späteren Zeitpunkt auf einer separaten Einheit analysieren oder gleichzeitig aufzeichnen und analysieren. Die Art des verwendeten Speichermediums ist innerhalb dieser Norm nicht relevant.
- Systeme, die eine kontinuierliche Analyse und eine teilweise oder begrenzte Aufzeichnung ermöglichen und keine nachträgliche Analyse des EKG erlauben.

Die Sicherheitsangaben dieser Norm gelten für alle Systeme, die in eine der oben genannten Gruppen fallen.
Wenn ambulante elektrokardiographische Systeme automatisierte EKG-Analysen ermöglichen, gelten für diese Messungen und Analysefunktionen Mindestanforderungen. Medizinische elektrische Geräte, die in den Anwendungsbereich der EN 60601-2-25 und der EN 60601-2-27 fallen, sind vom Anwendungsbereich dieser Norm ausgeschlossen.
Diese Norm gilt nicht für Systeme, die keine kontinuierliche Aufzeichnung und Analyse des EKG ermöglichen (z. B. intermittierende ereignisbezogene Aufzeichnungsgeräte).

## Zusatzinformation
Folgende geänderte Anforderungen sind in der EN 60601-2-47 enthalten (Auszug):
- Mechanik
- Störfestigkeit (Elektromagnetische Verträglichkeit)
- Genauigkeit Aufnahmetechnik
- Genauigkeit der Analyse